# チェックポイント・チャーリー博物館

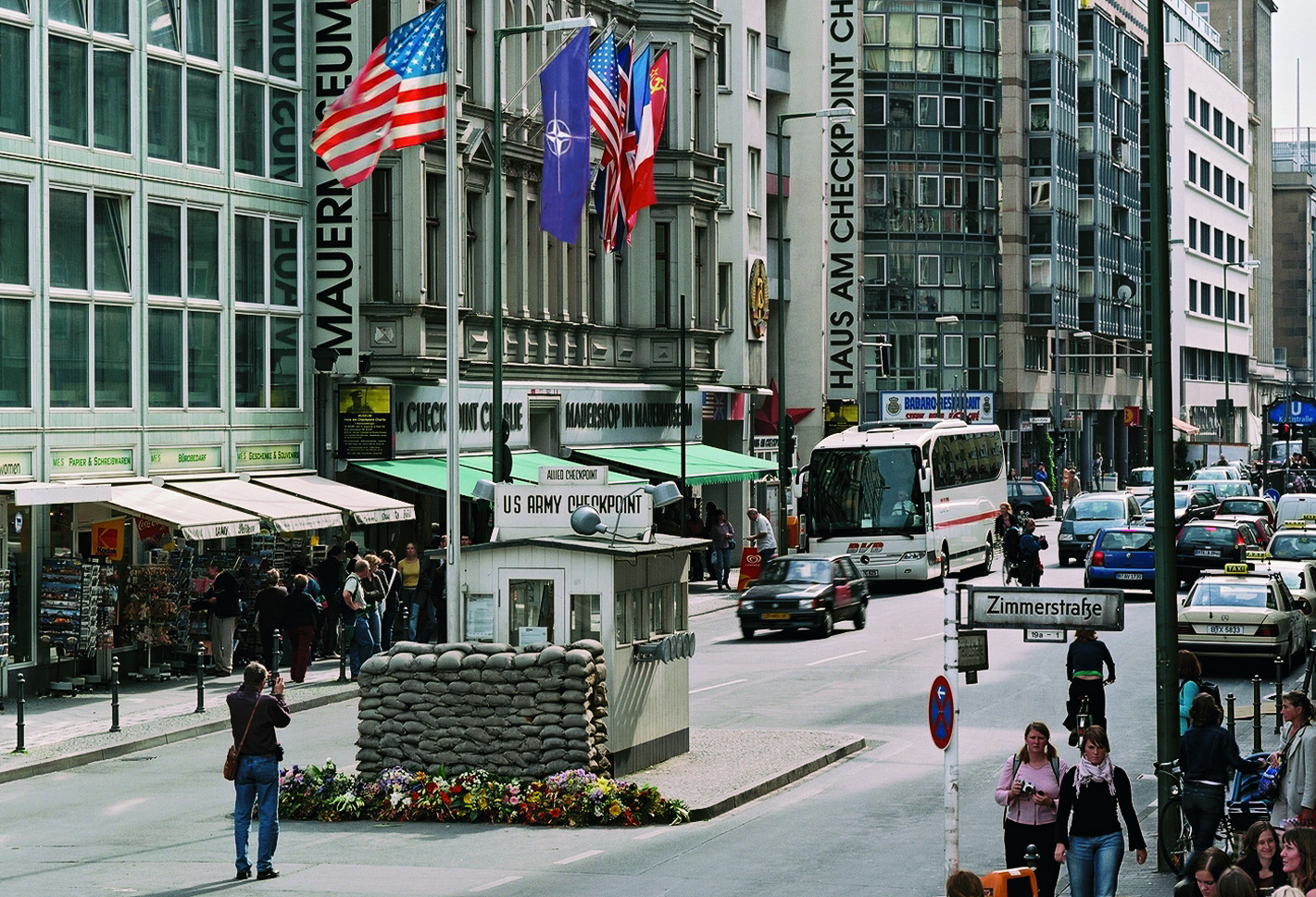
チェックポイント・チャーリーの家

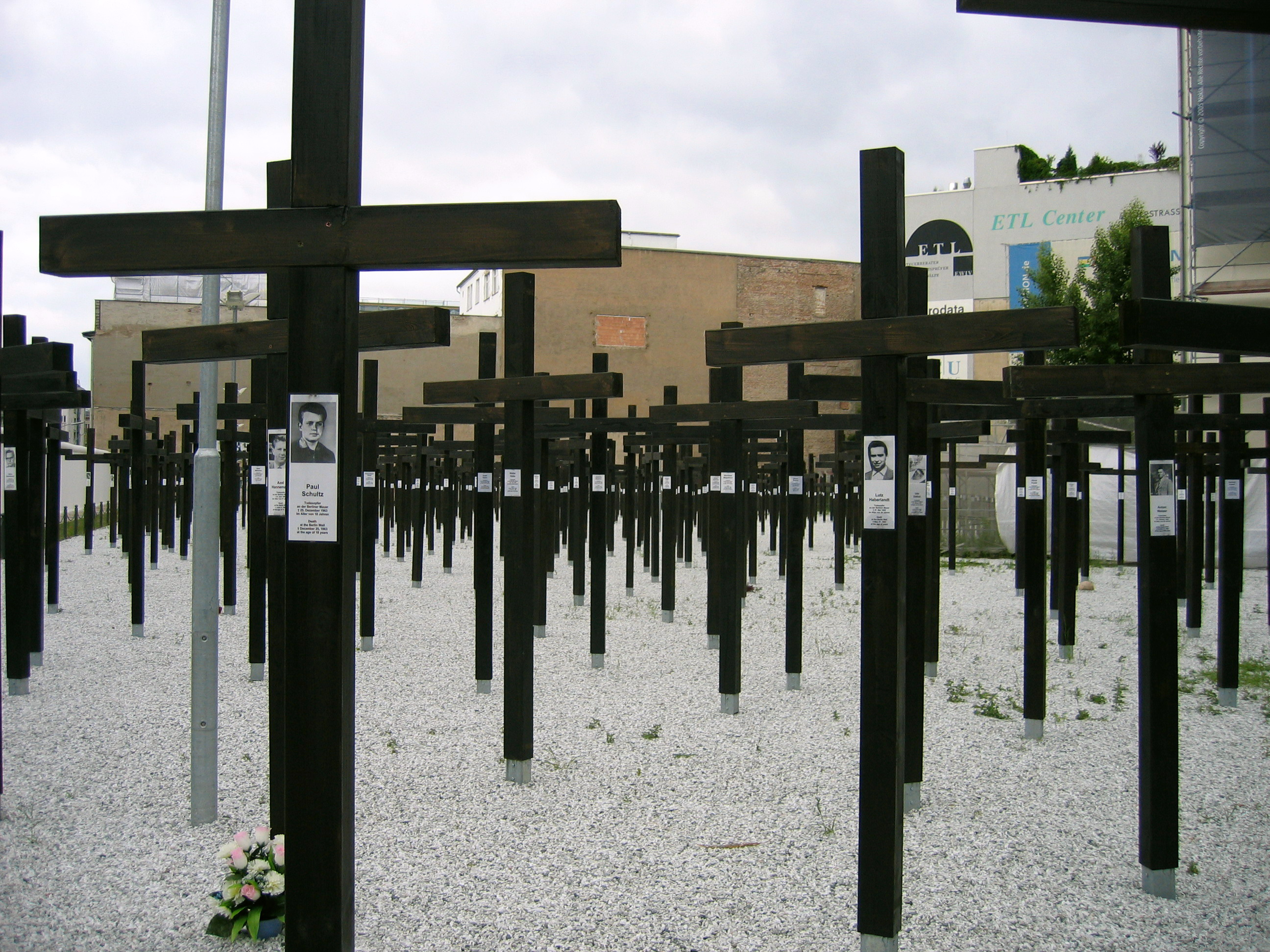
自由の記念碑

チェックポイント・チャーリー博物館（チェックポイント・チャーリーはくぶつかん、Museum Haus am Checkpoint Charlie）は、ドイツ・ベルリン中央部のクロイツベルク地区にある冷戦時代を記念する博物館である。「壁博物館」(Mauermuseum) とも称する。
アメリカ人建築家のピーター・アイゼンマンによる建物「ハウス・アム・チェックポイント・チャーリー」(Haus am Checkpoint Charlie) 内に所在する。名前は、ベルリンの壁にあった検問所チェックポイント・チャーリーにちなんだもので、東ドイツの将軍だったカール＝ハインツ・ホフマンが「世界で最も安全な国境」と表現した、東西ベルリン間の国境について記録するために作られたものである。東ドイツから脱出を試みて成功した人たちの写真やその記録、また脱出に使用された装置、熱気球、検問をくぐり抜けた車、トンネル、ミニ潜水艦などが展示されている。

## 歴史
これらの展示は、1962年10月19日、歴史家のライナー・ヒルデブラントによって、ベルリンの壁のすぐ外にあるベルナウアー通り (Bernauer Straße) の2部屋半のアパートで始められた。この通りはちょうど半分が東西に分割されていた。建物の東側は、空き家にされ窓はレンガで塞がれていた。博物館が現在の場所に開館したのは、1963年のことである。
博物館は、ライナーの未亡人であるアレクサンドラ・ヒルデブラントが代表を務める「ワーキンググループ8月13日」（Arbeitsgemeinschaft 13. August - この日付は壁の建設が始まった日である）によって運営されており、ベルリンの博物館の中で最も来訪者の多い博物館として、2007年には年間で85万人が来訪し、ベルリンでも最も入場者が多い博物館の一つである。人々が東ドイツから脱出しようと試みた手段のいろいろを展示することで、博物館は、歴史の一時代を記録し、忘れてはならないものを残そうとしている。
2004年、アレクサンドラ・ヒルデブラントは、国境警備隊のために犠牲になった人々の祈念に「自由の記念碑」を建てた。これは以前のチェックポイント・チャーリーのそばに立てられた。しかしながら、翌年、裁判所の命令により祈念のための十字架は撤去されることになり、設置者自らそれを撤去を余儀なくされた。
2008年、博物館は1989年までにベルリンの壁と東西ドイツの国境線で犠牲になった人々の総数を1,303人と発表した。しかしながら、これにはバルト海経由で脱出を試みて失敗した人たち、国境警備隊の家族の自殺、さらに東からの脱出には成功したものの後でシュタージやKGBに捕まり殺害された人々が含まれているのではないかという異論もある。